# گوش مورل
گوش مورل به انگلیسی: Morel's ear به فقدان کامل یا جزئی مارپیچ یا آنتی‌هلیکس گوش خارجی گفته می‌شود. این نقص به نام بندیکت مورل، روان‌پزشک فرانسوی، نامگذاری شده است او آن را یکی از «نقص‌ها» ی موروثی می‌دانست که به متخصصان کمک می‌کند تا بیماران روانی را شناسایی کنند.
مارسل پروست در رمان «در جستجوی زمان از دست رفته» به گوش مورل اشاره کرده است. وقتی چارلز مورل می‌گوید که دوست دارد باکره‌ای را اغوا کند، همراهش اول از همه با حالت اشاره پاسخ می‌دهد: «آقای دو شارلوس که نمی‌تواند از نیشگون گوش مورل در امان بماند!»